# 4-Stunden-Rennen von Silverstone 2019, 1. Rennen

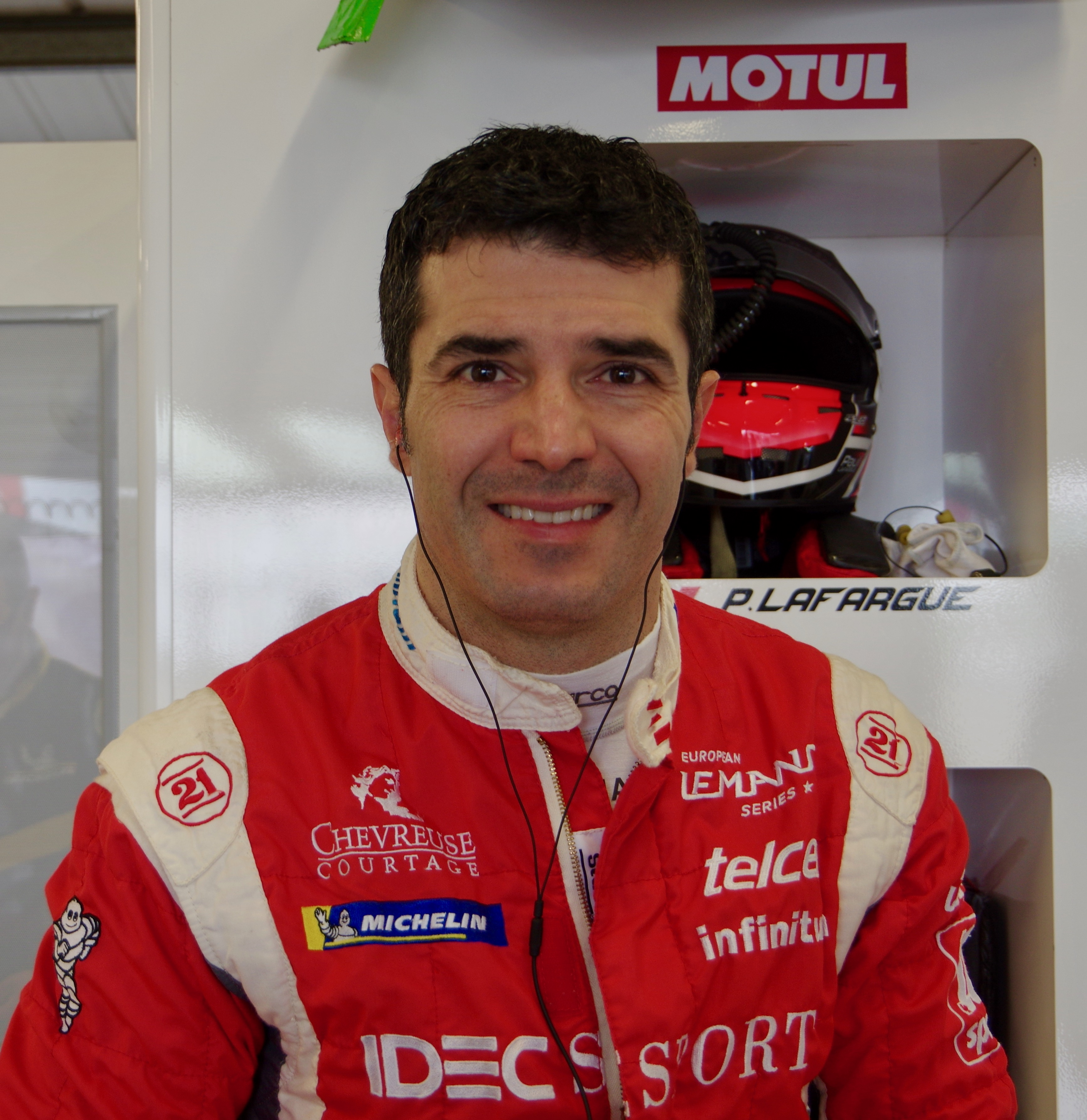
Erlangte mit seinen Teamkollegen Paul Lafargue & Paul-Loup Chatin den Gesamtsieg: Memo Rojas

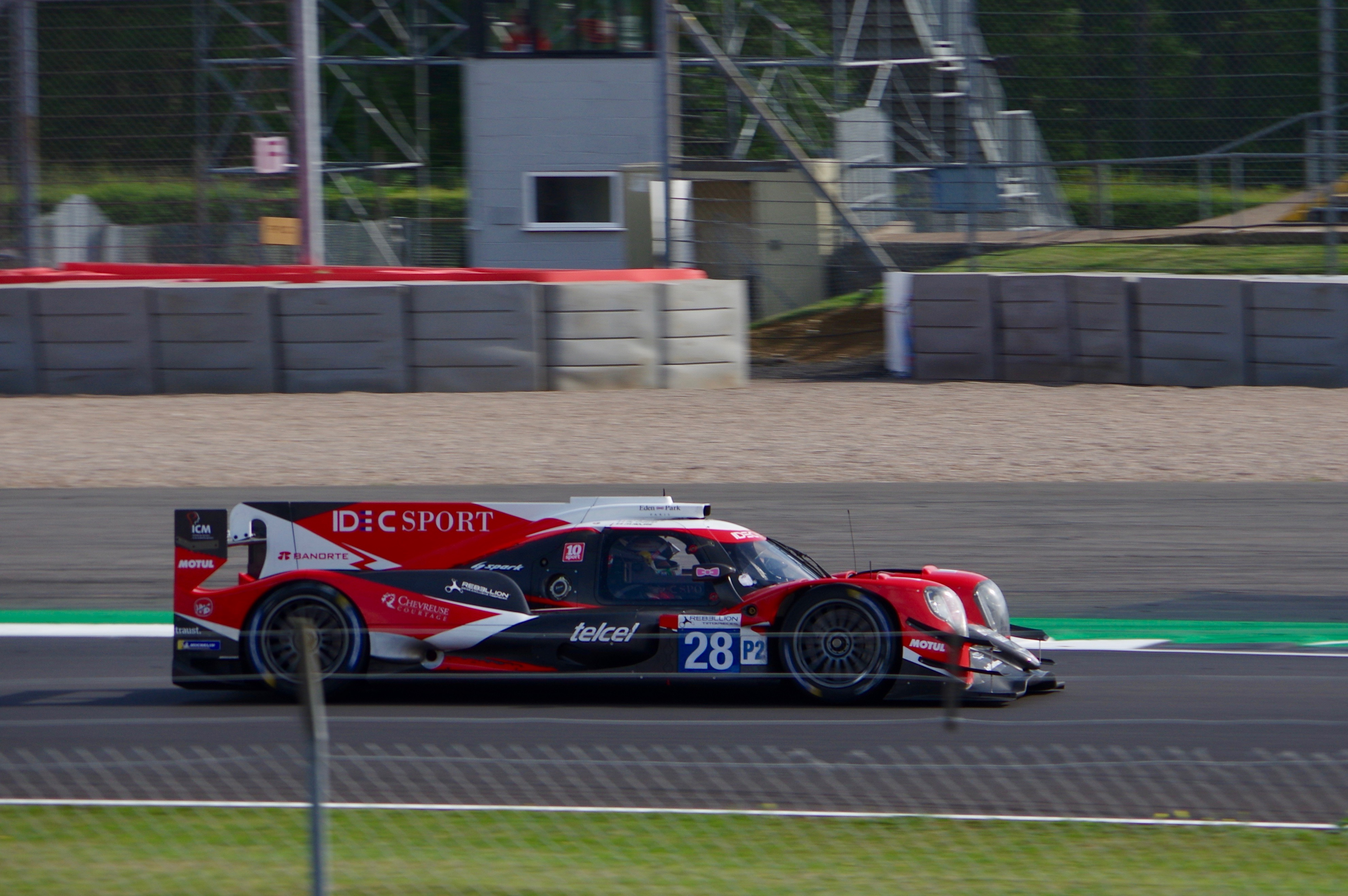
Das Gesamtsieger-Fahrzeug, der Oreca 07 mit der Nummer 28

Das 4-Stunden-Rennen von Silverstone 2019, 1. Rennen fand am 31. August auf dem Silverstone Circuit statt und war der vierte Wertungslauf der European Le Mans Series dieses Jahres. Einen Tag später fand ebenfalls ein 4-Stunden-Rennen in Silverstone statt, das 4-Stunden-Rennen von Silverstone 2019, 2. Rennen, der erste Wertungslauf der FIA-Langstrecken-Weltmeisterschaft 2019/20.

## Vor dem Rennen
Für das vierte Rennen der European Le Mans Series wurden 39 Fahrzeuge gemeldet. In der Qualifikationssitzung konnte Ben Hanley, mit den Oreca 07 des DragonSpeed Teams, die beste Zeit herausfahren. In der LMP3 Klasse erlangte Yann Ehrlacher für M Racing und in der LMGTE Klasse Thomas Preining für Proton Competition die jeweils beste Startposition.

## Das Rennen
Vor dem Rennen gab das Idec Sport Team bekannt, dass der Franzose Erik Maris durch seinen Landsmann William Cavailhas ersetzt wird. Ein heftiger Regenschauer setzte schon 5 Minuten nach dem Rennstart ein, was zu vielen frühen Boxenstopps, und zu einem Dreher des führenden DragonSpeed Oreca 07, gefahren von James Allen, führte. Zu der ersten Safety-Car-Phase führte knapp 100 Minuten vor Rennende der Unfall des Ligier von Mike Guasch, der nach einer Berührung mit einem anderen Fahrzeug in die Leitplanke einschlug. Eine zweite Safety-Car-Phase ereignete sich nach einer Kollision zwischen den beiden Orecas von Duqueine Engineering und Cool Racing. 5 Minuten vor Rennende wurde der LMP3-Prototyp des Inter Europol Competition Teams mit der Nummer 13 von der Rennleitung in die Box geholt, um ein loses Stück Karosserie zu fixieren. Dieser Zeitverlust des Inter Europol Teams führte für das Eurointernational Team zum Klassensieg. In der LMGTE-Klasse gewannen Preining, Giraudi und Sanchez im Porsche 911 RSR. Den Gesamtsieg errangen Lafargue, Chatin und Rojas im Oreca 07 mit der Nummer 28 des Idec Sport Teams, das seinen ersten Gesamtsieg in der European Le Mans Series feiern konnte.

## Ergebnisse

### Schlussklassement
| Pos.        | Klasse | Nr. | Team                      | Fahrer                                                    | Fahrzeug             | Runden |
| ----------- | ------ | --- | ------------------------- | --------------------------------------------------------- | -------------------- | ------ |
| 1           | LMP2   | 28  | Idec Sport                | Paul Lafargue Paul-Loup Chatin Memo Rojas                 | Oreca 07             | 118    |
| 2           | LMP2   | 26  | G-Drive Racing            | Roman Rusinov Jean-Éric Vergne Job van Uitert             | Aurus 01             | 118    |
| 3           | LMP2   | 39  | Graff                     | Alexandre Cougnaud Tristan Gommendy Jonathan Hirschi      | Oreca 07             | 118    |
| 4           | LMP2   | 21  | DragonSpeed               | James Allen Henrik Hedman Ben Hanley                      | Oreca 07             | 118    |
| 5           | LMP2   | 24  | Panis Barthez Competition | Timothé Buret Konstantin Tereshchenko                     | Ligier JS P217       | 118    |
| 6           | LMP2   | 25  | Algarve Pro Racing        | Olivier Pla Andrea Pizzitola John Falb                    | Oreca 07             | 118    |
| 7           | LMP2   | 23  | Panis Barthez Competition | René Binder Julien Canal Will Stevens                     | Oreca 07             | 117    |
| 8           | LMP2   | 32  | United Autosports         | Alex Brundle Ryan Cullen Will Owen                        | Ligier JS P217       | 117    |
| 9           | LMP2   | 31  | Algarve Pro Racing        | Tacksung Kim Henning Enqvist James French                 | Oreca 07             | 117    |
| 10          | LMP2   | 35  | BHK Motorsport            | Francesco Dracone Sergio Campana Garry Findlay            | Oreca 07             | 117    |
| 11          | LMP2   | 20  | High Class Racing         | Dennis Andersen Anders Fjordbach                          | Oreca 07             | 116    |
| 12          | LMP2   | 34  | Inter Europol Competition | Jakub Śmiechowski Adrien Tambay Lukas Dunner              | Ligier JS P217       | 116    |
| 13          | LMP2   | 27  | Idec Sport                | Patrice Lafargue William Cavailhas Stéphane Adler         | Ligier JS P217       | 114    |
| 14          | LMP3   | 11  | Eurointernational         | Mikkel Jensen Jens Petersen                               | Ligier JS P3         | 111    |
| 15          | LMP3   | 13  | Inter Europol Competition | Martin Hippe Nigel Moore                                  | Ligier JS P3         | 111    |
| 16          | LMP3   | 2   | United Autosports         | Wayne Boyd Garett Grist Thomas Erdos                      | Ligier JS P3         | 110    |
| 17          | LMP3   | 6   | 360 Racing                | Terrence Woodward James Dayson Ross Kaiser                | Ligier JS P3         | 110    |
| 18          | LMP3   | 7   | Nielsen Racing            | Anthony Wells Colin Noble                                 | Norma M30            | 110    |
| 19          | LMP3   | 5   | 360 Racing                | John Corbett Andreas Laskaratos James Winslow             | Ligier JS P3         | 109    |
| 20          | LMGTE  | 88  | Proton Competition        | Thomas Preining Gianluca Giraudi Ricardo Sanchez          | Porsche 911 RSR      | 109    |
| 21          | LMP3   | 17  | Ultimate                  | Matthieu Lahaye Jean-Baptiste Lahaye François Hériau      | Norma M30            | 109    |
| 22          | LMGTE  | 83  | Kessel Racing             | Manuela Gostner Rahel Frey Michelle Gatting               | Ferrari F488 GTE EVO | 109    |
| 23          | LMP3   | 19  | M Racing                  | Laurent Millara Lucas Légeret Yann Ehrlacher              | Norma M30            | 109    |
| 24          | LMP3   | 8   | Nielsen Racing            | Nobuya Yamanaka James Littlejohn                          | Ligier JS P3         | 109    |
| 25          | LMGTE  | 60  | Kessel Racing             | Sergio Pianezzola Nicola Cadei Andrea Piccini             | Ferrari F488 GTE EVO | 109    |
| 26          | LMP3   | 15  | RLR MSport                | Martin Vedel Mortensen Christian Stubbe Olsen Martin Rich | Ligier JS P3         | 109    |
| 27          | LMP3   | 9   | Realteam Racing           | Esteban Garcia David Droux                                | Norma M30            | 109    |
| 28          | LMGTE  | 51  | Luzich Racing             | Alessandro Pier Guidi Nicklas Nielsen Fabien Lavergne     | Ferrari F488 GTE EVO | 109    |
| 29          | LMGTE  | 55  | Spirit of Race            | Duncan Cameron Matt Griffin Aaron Scott                   | Ferrari F488 GTE EVO | 108    |
| 30          | LMGTE  | 66  | JMW Motorsport            | Jeffrey Segal Matteo Cressoni Wei Lu                      | Ferrari F488 GTE EVO | 106    |
| 31          | LMGTE  | 77  | Dempsey - Proton Racing   | Christian Ried Riccardo Pera Matteo Cairoli               | Porsche 911 RSR      | 93     |
| Ausgefallen |        |     |                           |                                                           |                      |        |
| 32          | LMP2   | 45  | Carlin                    | Jack Manchester Harry Tincknell Ben Barnicoat             | Dallara P217         | 79     |
| 33          | LMP2   | 37  | Cool Racing               | Nicolas Lapierre Antonin Borga Alexandre Coigny           | Oreca 07             | 77     |
| 34          | LMP2   | 30  | Duqueine Engineering      | Nicolas Jamin Pierre Ragues Richard Bradley               | Oreca 07             | 77     |
| 35          | LMP3   | 3   | United Autosports         | Ryan Cullen Alex Brundle Will Owen                        | Ligier JS P3         | 63     |
| 36          | LMP2   | 43  | RLR MSport                | John Farano Arjun Maini Matthieu Vaxivière                | Oreca 07             | 56     |
| 37          | LMP3   | 43  | Inter Europol Competition | Paul Scheuschner Sam Dejonghe                             | Ligier JS P3         | 52     |
| 38          | LMP3   | 10  | Oregon Team               | Damiano Fioravanti Gustas Grinbergas Lorenzo Bontempelli  | Norma M30            | 32     |
| 39          | LMP3   | 22  | United Autosports         | Philip Hanson Filipe Albuquerque                          | Oreca 07             | 15     |

### Nur in der Meldeliste
Zu diesem Rennen sind keine weiteren Meldungen bekannt.

### Klassensieger
| Klasse | Fahrer          | Fahrer           | Fahrer          | Fahrzeug        | Platzierung im Gesamtklassement |
| ------ | --------------- | ---------------- | --------------- | --------------- | ------------------------------- |
| LMP2   | Paul Lafargue   | Paul-Loup Chatin | Memo Rojas      | Oreca 07        | Gesamtsieg                      |
| LMP3   | Mikkel Jensen   | Jens Petersen    |                 | Ligier JS P3    | Rang 14                         |
| LMGTE  | Thomas Preining | Gianluca Giraudi | Ricardo Sanchez | Porsche 911 RSR | Rang 20                         |

### Renndaten
- Gemeldet: 39
- Gestartet: 39
- Gewertet: 31
- Rennklassen: 3
- Zuschauer: unbekannt
- Wetter am Renntag: Wechselhaft, regnerisch
- Streckenlänge: 5,891 km
- Fahrzeit des Siegerteams: 4:00:27,086 Stunden
- Gesamtrunden des Siegerteams: 118
- Gesamtdistanz des Siegerteams: 695,138 Kilometer
- Siegerschnitt: unbekannt
- Pole-Position: Ben Hanley – Oreca 07 (#21) – 1:41,798[6]
- Schnellste Rennrunde: James Allen – Oreca 07 (#21) – 1:43,954[7]
- Rennserie: 4. Lauf zur European Le Mans Series 2019